# Galva (Iowa)
Galva város az Amerikai Egyesült Államok Iowa államában, Ida megyében. Lakosainak száma 435 fő (2020. április 1.).

## Népesség
A település népességének változása:

| 2010 | 434 |
| 2020 | 435 |